# علاء كاظم
علاء كاظم جبر الكناني.
لاعب كرة قدم دولي عراقي سابق، ولد في عام 1970م، ولعب في المنتخب الوطني العراقي خلال الفترة الممتدة بين عامي (1993-1999)م، وقد اسهمت الإصابة المزمنة التي عانى منها في انهاء مسيرته الدولية مبكرا، ويشغل حاليا منصب رئيس الهيئة الإدارية لنادي الطلبة العراقي.

## المسيرة الدولية
تدرج علاء كاظم من فئة الشباب إلى الأولمبي إلى المنتخب الوطني العراقي... ففي عام 1989 مثل منتخب شباب العراق في بطولة كاس فلسطين الثالثة للشباب في بغداد تحت قيادة المدرب الإنكليزي وليم اسبري الذي يعد المكتشف الحقيقي لقابلياته، في تلك البطولة تالق علاء كاظم ونال لقب هداف البطولة برصيد سبعة اهداف واحرز العراق المركز الثاني ! بعد ذلك مثل المنتخب الأولمبي العراقي في عام 1990 تحت قيادة نفس المدرب، وبعد حرب الخليج الثانية ومغادرة المدرب اسبري للعراق، وجد علاء كاظم نفسه خارج التشكيلة الدولية، حيث تم تجاهل وجوده وبقي بعيدا عن المنتخب لثلاث سنوات، حتى رضخ مدرب المنتخب عدنان درجال وسحبه للتشكيلة التي تستعد لتصفيات مونديال 1994 ، ولم يكذب علاء الخبر فشارك بفاعلية وأبدع مع المنتخب مشكلا ثنائيا بارزا مع زميله أحمد راضي، وكانت مباراة العراق ضد الأردن بتاريخ 24/5/1993 أول مباراة دولية له، وبعد انتهاء التصفيات.. توقفت نشاطات المنتخب العراقي للفترة من عام 93 وحتى 1996، وعندما اوشكت بطولة الأمم الآسيوية في الإمارات 1996 على البدء كانت الإصابة هي الحائل بينه وبين المشاركة في ذلك المحفل القاري المهم... ليبدا عن ذلك مشوار الإصابة التي عانى منها كثيرا، فمن تمزق في غضروف الركبة، إلى اصابة في الرباط الصليبي الذي يعد في أغلب الأحيان النهاية الحقيقية لاي رياضي... حاول علاء الاستمرار في تمثيل المنتخب فشارك في بطولة نهرو عام 1997 وفي تصفيات كاس العالم 1998... ولكنه لم يظهر بالصورة التي عرفها عنه الجمهور، لتكون مشاركته بطولة الإمارات الدولية عام 1999 والتي حمل فيها كاس البطولة اخر تواجد دولي له مع منتخب العراق.. لعب علاء كاظم أكثر من (20) مباراة دولية مع المنتخب سجل خلالها (9) اهداف دولية

## مسيرته المحلية
لعب علاء كاظم في بداية حياته الكروية مع فريق نادي الصناعة في الدوري العراقي اعتبارا من عام 1987م، وبعد تالقه في بطولة كاس فلسطين الثالثة للشباب في بغداد عام 1989... جاءته الفرصة ليوقع مع فريق نادي الزوراء في عام 1990 ويلعب له في تصفيات بطولة الاندية العربية في بغداد في تموز يوليو من نفس العام... قبل أن يشد الرحال بسرعة إلى صفوف فريق نادي الطلبة الذي قررت اداراته ضم أغلب عناصر منتخب الشباب إلى صفوفه.. فارتدى القميص الأزرق رقم (10) وهو ثاني لاعب في تاريخ النادي يلبس هذا الرقم بعد حسين سعيد... ومعه جاء اللاعبون هشام علي ومحمد علي مكي وسامي بحث ورحيم عودة واحمد خلف إضافة إلى صباح جعير... قدم الطلبة بتشكيلته الشبابية في موسم 90-1991 مستوى مميزا واحتل المركز الثاني بعد الزوراء المتخم بالنجوم... ونافس علاء كاظم على لقب هداف الدوري في بداية المسابقة قبل أن يبتعد عن مسار السباق ! في الموسم التالي 91-1992 واصل علاء مسيرته مع الفريق الطلابي وسجل سبعة عشر هدفا وضعته كأفضل رابع هداف في المسابقة... وفي موسم 92-1993 شارك وبفاعلية في منافسات المرحلة الأولى قبل أن يترك الفريق في المرحلتين الثانية والثالثة بسبب استدعائه لصفوف المنتخب الوطني ! وبعد انتهاء التصفيات.. وقع علاء عقدا احترافيا مع فريق التعاون القطري (نادي الخور حاليا) ليمثله في مسابقة الدوري القطري... استمرت بعد ذلك رحلات علاء المكوكية بين الطلبة والتعاون... وفي موسم 97-98 كان علاء قريبا من دخول تاريخ الدوري العراقي عندما تصدر قائمة الهدافين منذ وقت مبكر برصيد (18) هدفا... احرز ستا منها في مباراة واحدة ضد فريق الموصل... غير ان الدعوة التي تلقاها من فريق التعاون القطري المهدد بالهبوط إلى الدرجة الثانية جعلته يترك الفريق الطلابي في منتصف الطريق ويفقد لقب هداف الدوري لمصلحة محمود مجيد لاعب نادي الشرطة العراقي... ! واصل علاء كاظم تمثيل الطلبة في المواسم اللاحقة.. حتى توج جهوده باحراز ثنائية الدوري والكاس لأول مرة في تاريخ النادي في موسم 2001-2002... حيث كان الهداف الثالث في الفريق بعد صاحب عباس ويونس محمود... حيث احرز تسعة اهداف في المسابقات المختلفة... وفي الموسم التالي كان الطلبة قريبا من تكرار الثنائية لكن قيام الحرب في عام 2003 حال دون ذلك... وقد احرز علاء (12) هدفا في البطولات الثلاث ! في الموسم التالي 2003-2004 لم تكتمل بطولة الدوري... لكنه شارك مع الفريق في بطولة دوري ابطال العرب بنسختها الأولى... والتي اظهر فيها الفريق الطلابي إمكانات كبيرة ووقف ندا للفريق العربية الأخرى.. وقد سجل هدف الطلبة الثاني في مرمى الكويت الكويتي في دمشق في الدقيقة 92 من المباراة وهو الهدف الذي كان له ابلغ الاثر في صعود الفريق إلى دور الثمانية للبطولة ! استمر علاء في اللعب للطلبة في موسم 2004-2005... وقاد الفريق لاحتلال المركز الثالث في البطولة والتاهل لتمثيل العراق في دوري ابطال العرب... ! في الموسم اللاحق شارك مع فريقه الأزرق الاثير... لكنه الطلاب لم يتمكنوا من بلوغ الدور نصف النهائي للبطولة... وعلى صعيد بطولة العرب فقد اقصي الفريق على يد القادسية الكويتي في دور ثمن النهائي... ليواصل علاء اللعب للطلبة موسما اخر.. حيث مثل الفريق في تصفيات مجموعة بغداد للدوري الممتاز لموسم 2006-2007 والذي جرت مبارياته في كربلاء وبغداد... في شهري شباط (فبراير) واذار (مارس) من عام 2007.... لتكون تلك المشاركة هي الأخيرة له في حياته الكروية
القابه..الدوري العراقي 2 مع الطلبة (1993-2002)بطولة الكأس (2002)بطولة المثابرة (السوبر)(2002)بطولة ام المعارك 3 مرات (1992-1993-1995)

## مسيرته الادارية
خدم علاء كاظم كرة الطلبة لفترة امتدت من عام 1990 حين ارتدى قميص الفريق للمرة الأولى... وحتى لحظة كتابة هذه السطور... لاعبا... ثم إداريا ! في اواخر عام 2006 تعرض رئيس نادي الطلبة الراحل د0هديب مجهول إلى حادث اختطاف انتهى بمقتله في 3/12/2006... لتواجه إدارة النادي الطلابي مصاعب كبيرة... اجبرت علاء كاظم على الاضطلاع بشؤون إدارة النادي لفترة مؤقتة حتى موعد الانتخابات.. التي جرت بتاريخ 15/3/2007.. والتي نال فيها علاء (93) صوتا من اصل (97) هم عدد أعضاء الهيئة العامة الحاضرين من اصل العدد الفعلي (127) عضوا... ليتم انتخابه من قبل الهيئة الإدارية رئيسا للنادي...! لعب علاء كاظم عدة مباريات مع الفريق الطلابي في موسم 2006-2007 منها وهو رئيس للنادي.... قبل أن يقرر ترك اللعب نهائيا والتفرغ للإدارة في ربيع عام 2007... ولايزال يحتل منصب رئيس النادي حتى الوقت الحالي

## البطولات التي شارك فيها
-مع منتخب الشباب: كاس فلسطين الثالثة للشباب بغداد 1989 (المركز الثاني)
-مع المنتخب الأولمبي: بطولة بنجلور في الهند عام 1990 (المركز الأول)
-مع المنتخب الوطني:
-تصفيات كاس العالم 1994و1998
-بطولة نهرو الدولية 1997(المركز الأول)
-بطولة الإمارات الدولية 1999 (المركز الأول)